# Älvkarleby
Älvkarleby è un comune svedese di 9 500 abitanti (2020), situato nella contea di Uppsala. Il suo capoluogo è la cittadina di Skutskär.

## Località
Nel territorio comunale sono comprese le seguenti aree urbane (tätort):
- Älvkarleby
- Gårdskär
- Marma
- Skutskär (parte)